# 千葉県道129号誉田停車場中野線

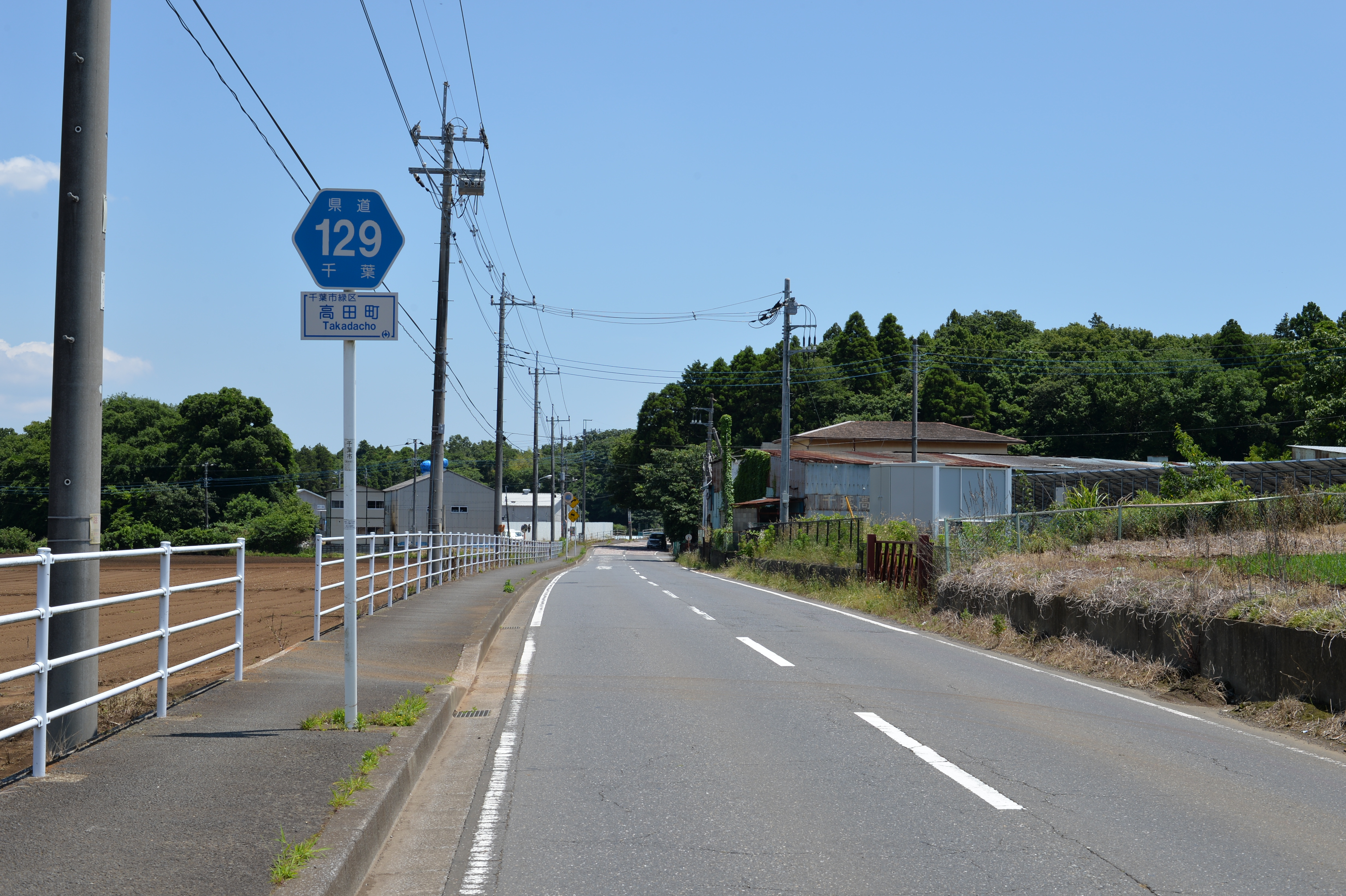
千葉県道129号誉田停車場中野線
千葉市緑区高田町（2015年6月）

千葉県道129号誉田停車場中野線（ちばけんどう129ごう ほんだていしゃじょうなかのせん）は、千葉県千葉市緑区の外房線誉田駅と若葉区中野町に至る一般県道である。

## 概要
- 起点：千葉市緑区誉田町（外房線誉田駅前、千葉県道20号千葉大網線・千葉県道128号日吉誉田停車場線・千葉県道130号誉田停車場潤井戸線交点）
- 終点：千葉市若葉区中野町（中野インター入口、国道126号交点）

## 通過する自治体
- 千葉市（緑区 - 若葉区）

## 交差・接続する道路
- 千葉県道128号日吉誉田停車場線・千葉県道130号誉田停車場潤井戸線（起点）
- 千葉県道20号千葉大網線（起点 - 緑区・誉田跨線橋東）
- 千葉東金道路中野インターチェンジ（若葉区・中野インター前）
- 千葉県道131号土気停車場千葉中線（中野インター前 - 終点）
- 国道126号（終点）